# Chilorhinus suensonii
Chilorhinus suensonii is een straalvinnige vissensoort uit de familie van de valse murenen (Chlopsidae). De wetenschappelijke naam van de soort werd in 1852 gepubliceerd door Christian Frederik Lütken.